# Eszter Muhari
Eszter Muhari (n. 30 septembrie 2002, Budapesta, Ungaria) este o scrimeră maghiară, medaliată olimpică. A participat la o ediție a Jocurilor Olimpice (2024) în care a câștigat o medalie de bronz.